# Eutettix fulminans
Eutettix fulminans är en insektsart som beskrevs av Melichar 1914. Eutettix fulminans ingår i släktet Eutettix och familjen dvärgstritar. Inga underarter finns listade i Catalogue of Life.